# Topčider

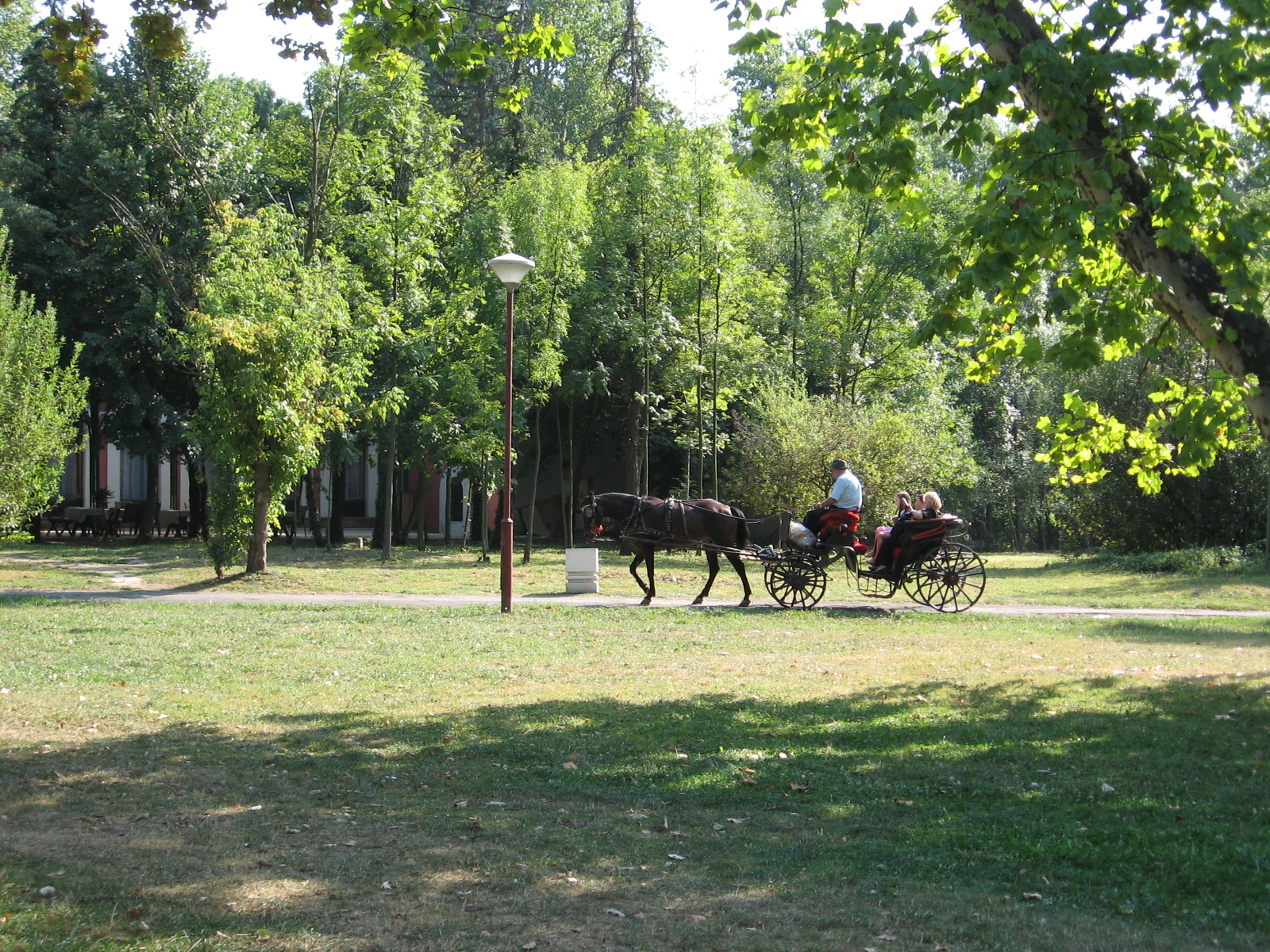
Topčider

Il Topčider (in serbo cirillico: Топчидер) è un parco e un quartiere della città di Belgrado, capitale della Serbia, popolare meta dei cittadini belgradesi come luogo di riposo e divertimento.

## Ubicazione
Geograficamente, il Topčider coincide con la collina omonima (Топчидерско Брдо, Topčidersko Brdo) che si eleva a 4 chilometri a sud est del centro di Belgrado. Comunemente, invece, il termine indica il parco forestale che della collina è solo una parte. Amministrativamente appartiene alle municipalità di Čukarica, Rakovica e Savski Venac.
Il parco inizia a 5 km dal centro della città e si estende lungo la valle del fiume Topčiderka, un affluente della Sava, fino a lambire la foresta di Košutnjak.

## Storia

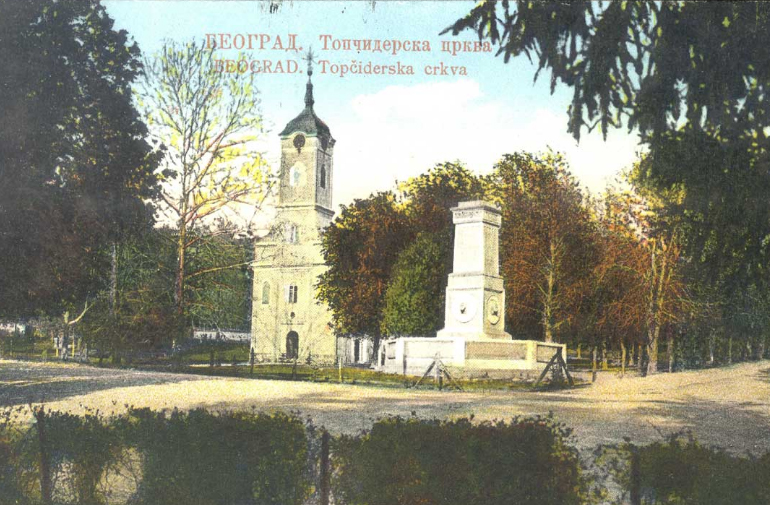
Il Topčider intorno al 1920

Durante l'occupazione ottomana, nella zona a ridosso della foresta lungo il fiume Topčiderka sorgevano le fonderie per la fabbricazione dei cannoni, e si trovavano postazioni di artiglieria per difendere la città. Questo uso militare fece sì che la zona fosse denominata «valle dei cannoni», (dal turco top, "cannone", e dare, "valle") o, più letteralmente, «valle degli artiglieri» (da topçu, "artigliere").
La zona fu scelta, nel 1831, dal principe Miloš Obrenović per la costruzione della sua residenza campestre, il Milošev konak; fu anche costruita una tra le prime linee tranviarie della città che la raggiungeva partendo dalla piazza di Terazije. Nel 1884 fu eretta una stazione lungo la linea ferroviaria Belgrado-Niš, nonostante nella zona non esistesse alcun insediamento abitativo che potesse trarne giovamento. Nel 1926, la collina di Topčider fu sottoposta ad un intensivo rimboschimento. Successivamente, lungo la ferrovia, nella zona fu realizzato un grande scalo di smistamento che dopo il 1945 si decise di rimuovere, senza mai effettivamente provvedere alla sua distruzione.

## Caratteristiche

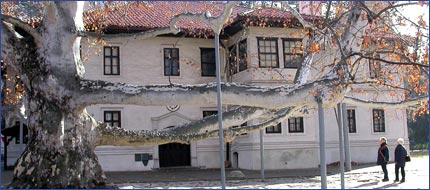
Il Milošev konak

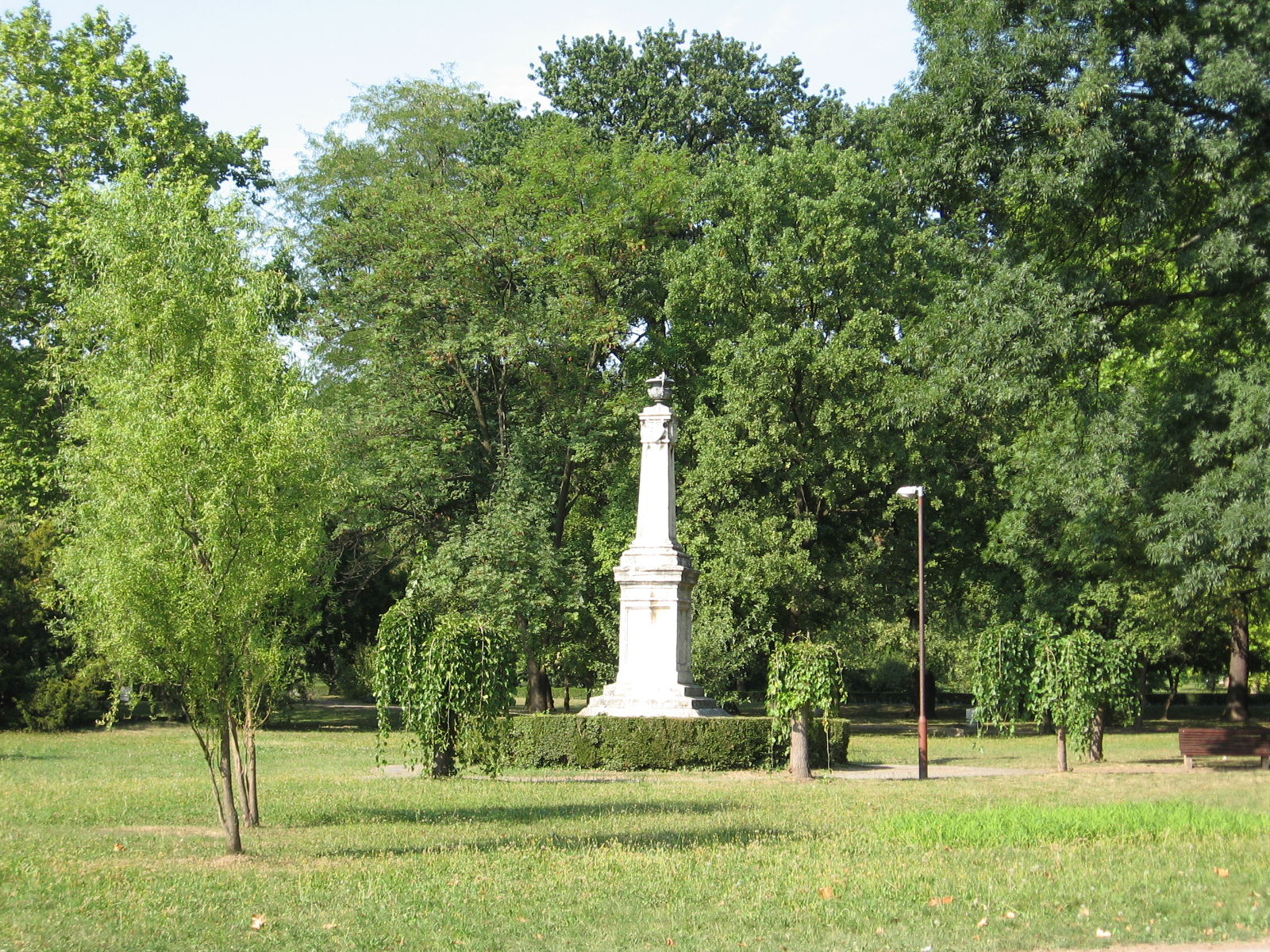
L'obelisco

### Monumenti
Il più importante edificio eretto all'interno del parco è la residenza del principe Miloš (Milošev konak), costruito tra il 1831 e il 1834 da Janja Mihailović e Nikola Đorđević sotto la direzione dell'architetto Hadži-Nikola Živković che lo disegnò in uno stile tradizionale delle case balcaniche con elementi classicisti Nel 1954, al suo interno fu creato il museo commemorativo della prima rivolta serba contro i turchi.
Accanto al palazzo, il principe Miloš Obrenović fece edificare, nel 1832 una chiesa dedicata a san Paolo nello stile tradizionale delle chiese serbe, lì dove venti anni prima era sfuggito ad un attentato. Nella zona occidentale del parco, ai confini col quartiere di Dedinje, sorge il Palazzo Bianco (Бели двор, Beli dvor), la residenza estiva della famiglia reale serba, costruita in stile neopalladiano nel 1936 per volontà del re Alessandro I, e oggi residenza di Aleksandar Karađorđević e della sua famiglia. Nella zona settentrionale c'è un cimitero con la chiesa dedicata a san Trifone, e l'edificio della zecca della Banca nazionale di Serbia.
Attualmente all'interno del parco sono presenti tre fontane e un obelisco eretto nel 1858 che fu il primo monumento pubblico costruito a Belgrado Anche la fontana che oggi si trova nella piazza di Terazije, dal 1912 al 1976 fu spostata nel parco.

### Natura
Il parco Topčider si estende su un'area di 13 ettari fitti di vegetazione. La specie arborea più diffusa è quella dei platani che sono tra i più vecchi d'Europa, piantati nel 1868, quando 250 piantine furono comprate da un vivaio viennese: uno di essi, protetto dallo Stato, si trova di fronte al  Milošev konak e misura 34 metri di altezza. Un altro famoso albero è la kruška topčiderka, un pero che, secondo la leggenda popolare, fu piantato dal principe Miloš che, pentito delle numerose infedeltà nei confronti della moglie, la principessa Ljubica, giurò davanti alla pianta in fiore che non l'avrebbe più tradita. Il pero, che ancora produce frutti, è circondato da cinque alberi di farnia centenari.